# 圣雅屈迪默内
圣雅屈迪默内（法語：Saint-Jacut-du-Mené，法語發音：[sɛ̃ ʒaky dy məne]）是法国阿摩尔滨海省的一个旧市镇，属于迪南区。2016年1月1日，圣雅屈迪默内和相邻的另外6个市镇合并为新市镇勒默内，新市镇属于圣布里厄区。

## 地理
圣雅屈迪默内（48°17'1"N, 2°28'54"W）面积19.81 平方千米，位于法国布列塔尼大區阿摩尔滨海省，该省份为法国西北部沿海省份，位于布列塔尼半岛北部，北濒大西洋英吉利海峡，西接菲尼斯泰尔省，南至莫尔比昂省，东临伊勒-维莱讷省。
与圣雅屈迪默内接壤的市镇（或旧市镇、城区）包括：勒默内、勒古赖、朗古尔拉、洛尔南、圣吉勒迪默内、圣古埃诺、圣弗朗。

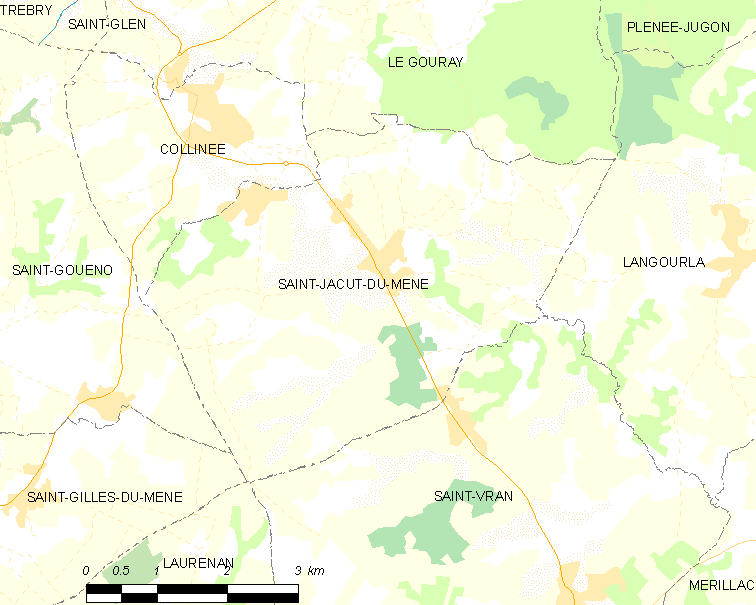
圣雅屈迪默内的OSM定位图

圣雅屈迪默内的时区为UTC+01:00、UTC+02:00（夏令时）。

## 行政
圣雅屈迪默内的邮政编码为22330，INSEE市镇编码为22303。

## 政治
圣雅屈迪默内所属的省级选区为普莱内瑞贡县。

## 人口

1962-2008年间圣雅屈迪默内人口变化图示

圣雅屈迪默内于2018年1月1日时的人口数量为728人。